# وحدة بيئية
تشتمل الوحدة البيئية على مفاهيم مثل السكان والمجتمع - على وجه الخصوص - النظام البيئي كوحدة أساسية، والتي هي أساس النظرية والبحث البيئي. يمكن تحديد سمتين مشتركتين عبر الثقافات:
1. غالبًا ما يتم تعريف الوحدة البيئية من حيث الحدود الطبيعية (الحدود البحرية ومستجمعات المياه وما إلى ذلك).
2. تعتبر المكونات اللاأحيائية والكائنات الحية داخل الوحدة شبكات بيولوجية.